# Valle de los Caídos
Il Valle de Cuelgamuros, anteriormente conosciuto come Valle de los Caídos(/ˈbaʎe ðe los kaˈiðos/; in italiano  Valle dei Caduti) o Basílica de la Santa Cruz del Valle de los Caídos (Basilica della Santa Croce della Valle dei Caduti), è un complesso monumentale costruito fra il 1940 e il 1958 situato nel municipio di San Lorenzo de El Escorial, nella Comunità autonoma di Madrid, in Spagna. Si trova a 9,5 km a nord del monastero dell'Escorial nella Sierra di Guadarrama. Il complesso appartiene al patrimonio nazionale spagnolo dalla sua apertura al pubblico il 1º aprile 1959.
Ideato dal caudillo Francisco Franco, ha ospitato la sepoltura di José Antonio Primo de Rivera, fondatore della Falange Spagnola, morto durante la guerra civile spagnola, sino al 2023 e di altri 33.872 combattenti nazionalisti.
Secondo il decreto di fondazione del 1º aprile 1940, il monumento e la basilica si costruirono per:

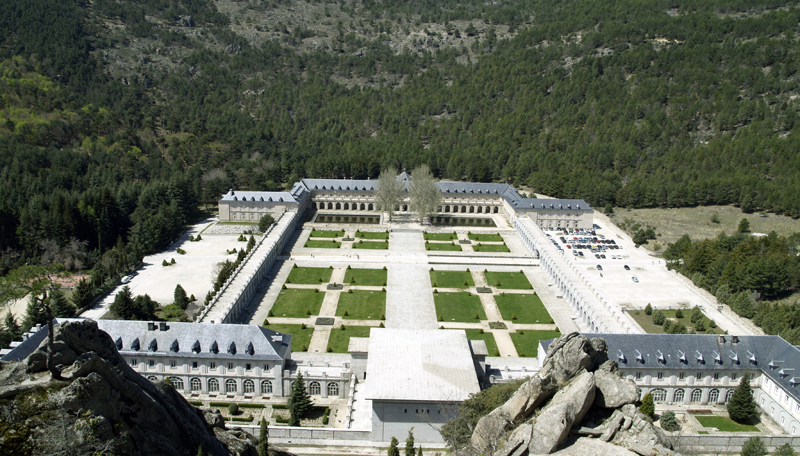
Abbazia benedettina del Valle de los Caídos

## Caratteristiche e descrizione

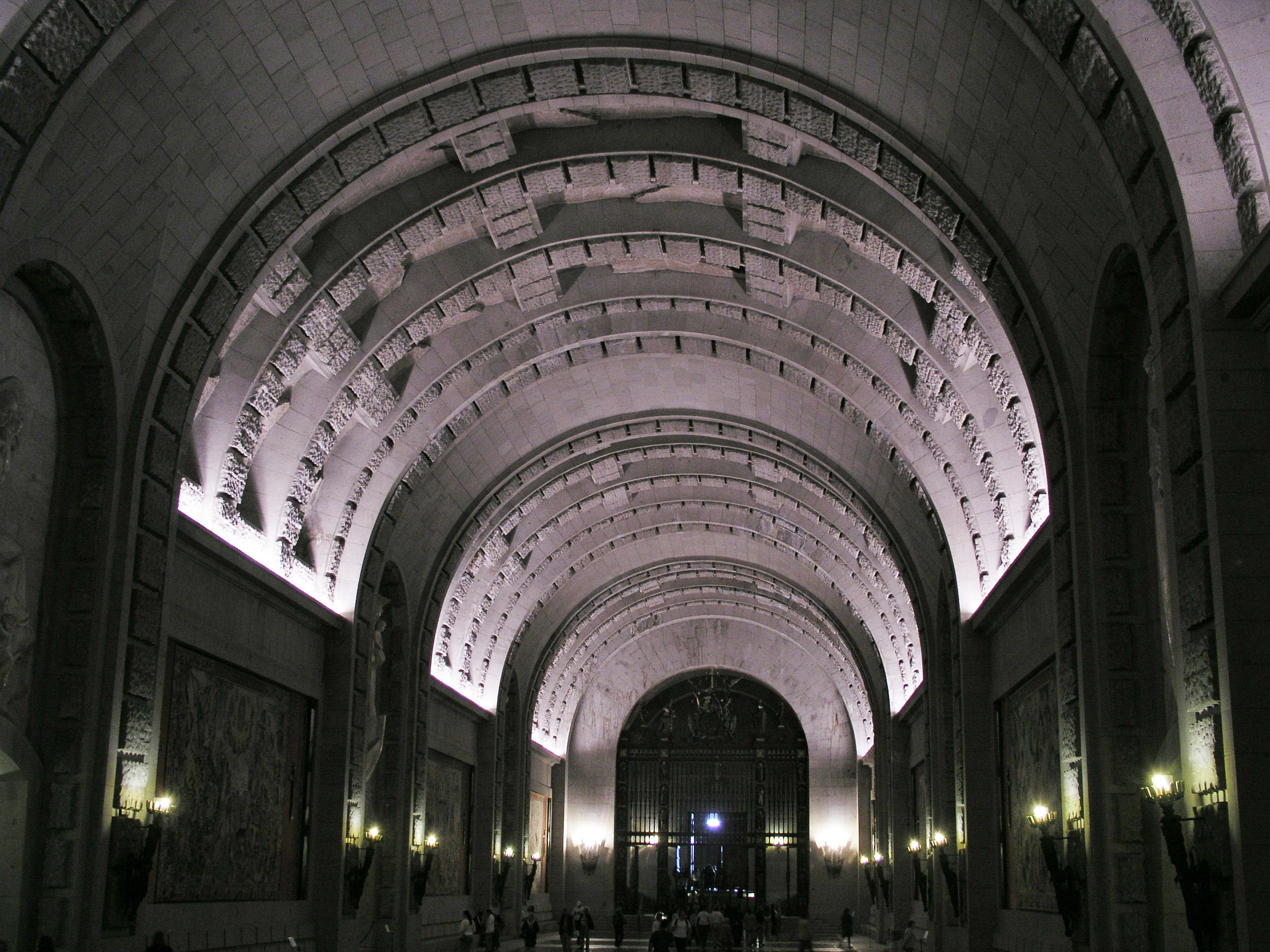
La navata centrale della cripta

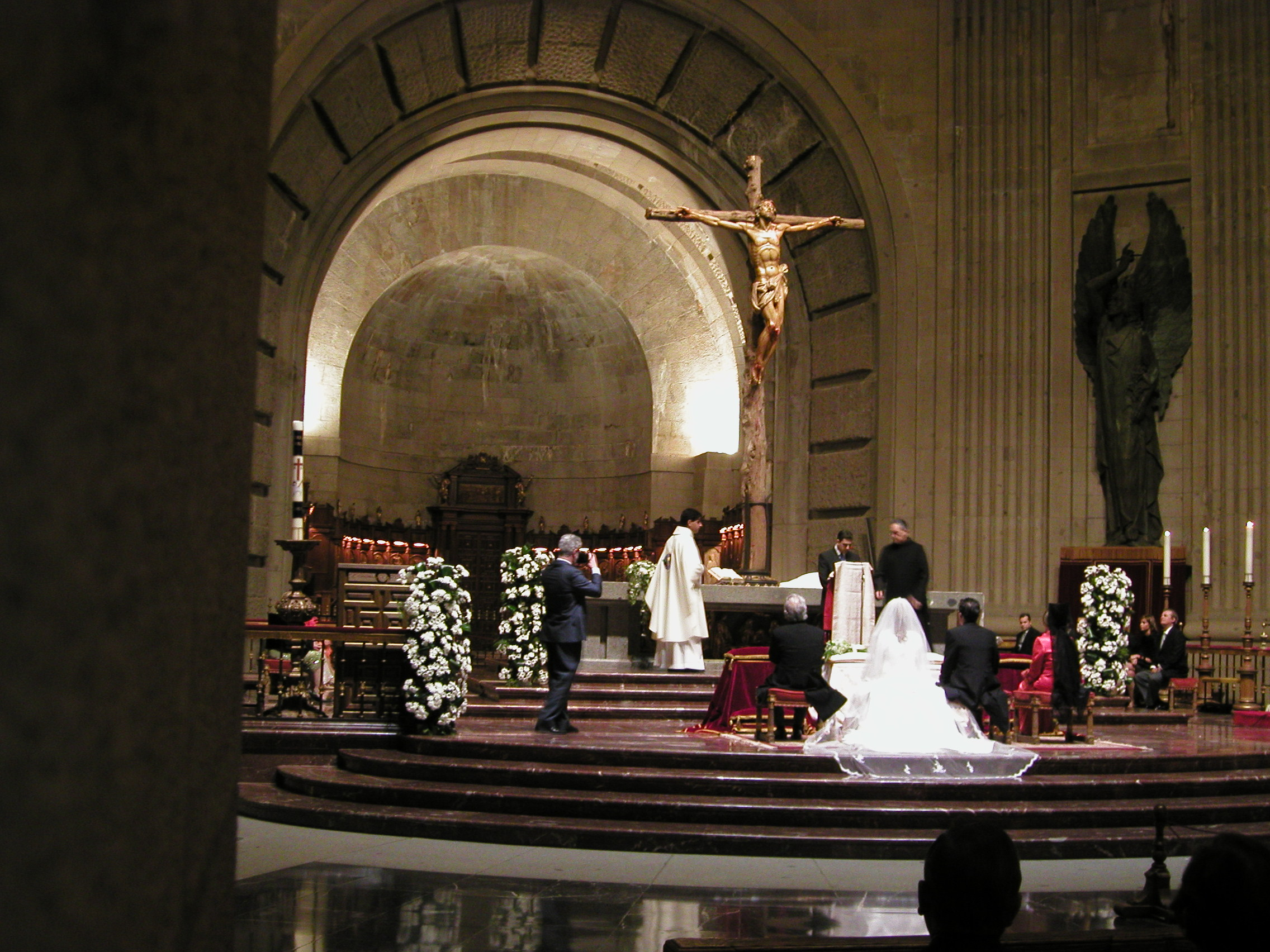
L'altare maggiore, sul fondo il coro e sul lato destro si osserva uno dei quattro arcangeli fiancheggiato da due alti pilastri scanalati di ordine tuscanico

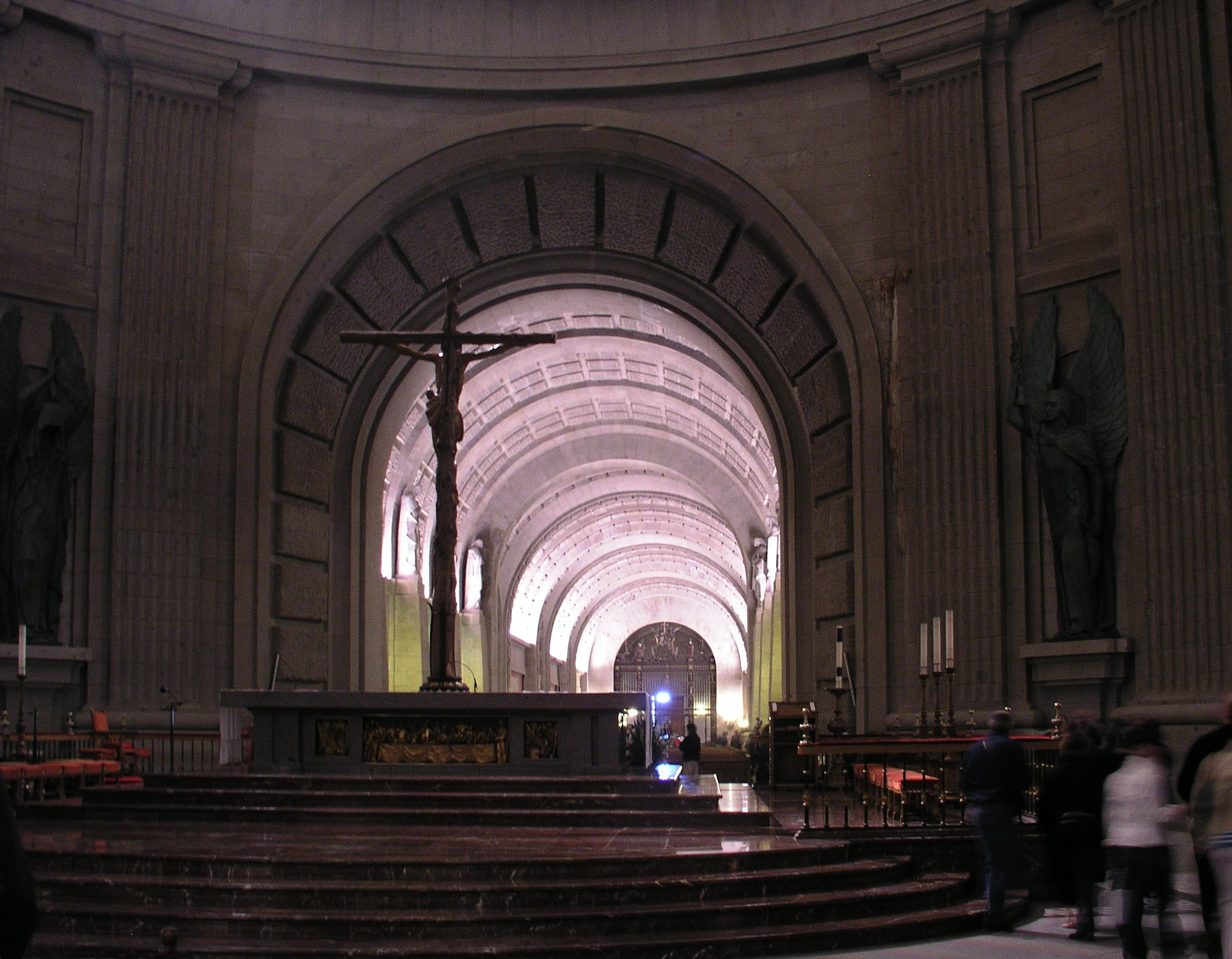
Parte posteriore dell'altare maggiore

Nel complesso si trovano un'abbazia benedettina, parte della quale fu riconvertita in foresteria per accogliere i visitatori, una basilica scavata nella roccia dove si trovano alcune sepolture: la tomba di Primo de Rivera (fino al 2023) e due cappelle dove sono sepolti militari dei due schieramenti. Precedentemente, vi era localizzata anche la tomba del dittatore Francisco Franco, i cui resti mortali sono stati traslati al cimitero del pardo di Madrid, il 24 ottobre 2019. Sopra la basilica sorge la più alta croce cristiana del mondo: 150 metri di altezza, visibile a più di 40 chilometri di distanza.
Dall'accesso al recinto, una strada porta ai piedi del monumento della santa Croce del Valle de los Caídos, sboccando su una grande spianata. A metà percorso fra l'ingresso e la spianata il visitatore incontra quattro grandi monoliti cilindrici di granito, alti 11,5 metri e del diametro di 1,50 metri ciascuno, che hanno il nome di Juanelos. Furono scolpiti durante il regno di Filippo II, sotto la direzione dell'ingegnere italiano, trasferito a Toledo, Gianello Torriani.

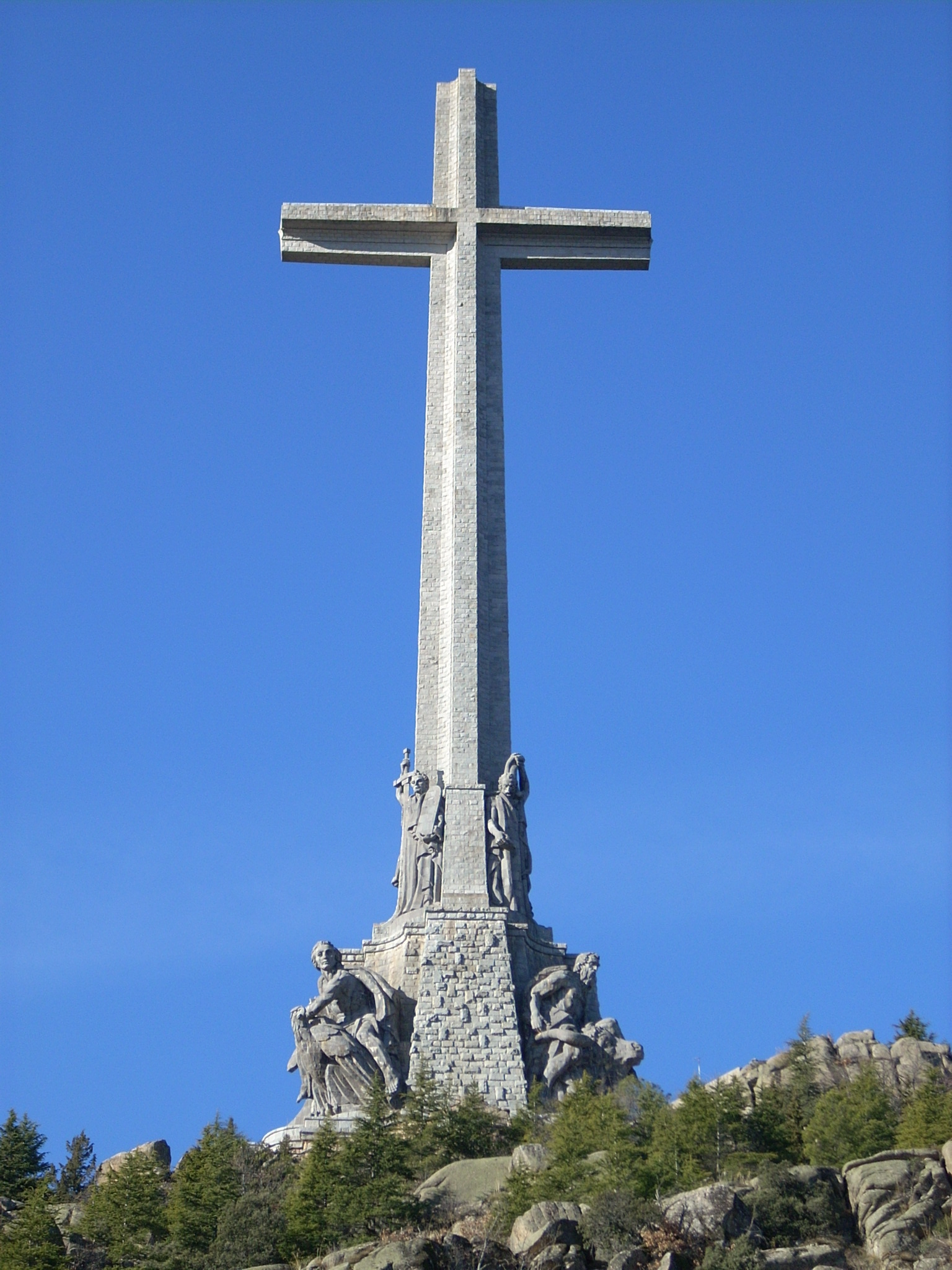
Panoramica della croce

È possibile salire alla croce da un sentiero con rampa e scale, che inizia dal lato posteriore della collina di La Nava. C'è anche un ascensore ad uso limitato che consente l'accesso alla croce dall'interno della montagna; inoltre, era possibile accedere alla croce anche mediante una funicolare (chiusa dal 2009 a causa di possibili frane della montagna). L'altezza della croce è di 150 metri, i bracci laterali misurano 46 metri e poggia su due basamenti. A 25 metri di altezza, nel primo basamento, si trovano le sculture dei quattro evangelisti e dei loro simboli — Giovanni e l'aquila, Luca e il toro, Marco e il leone e Matteo e l'angelo — opere di Juan de Ávalos. Nel secondo basamento, a 42 metri di altezza, sono rappresentate le quattro virtù cardinali: prudenza, giustizia, fortezza e temperanza.

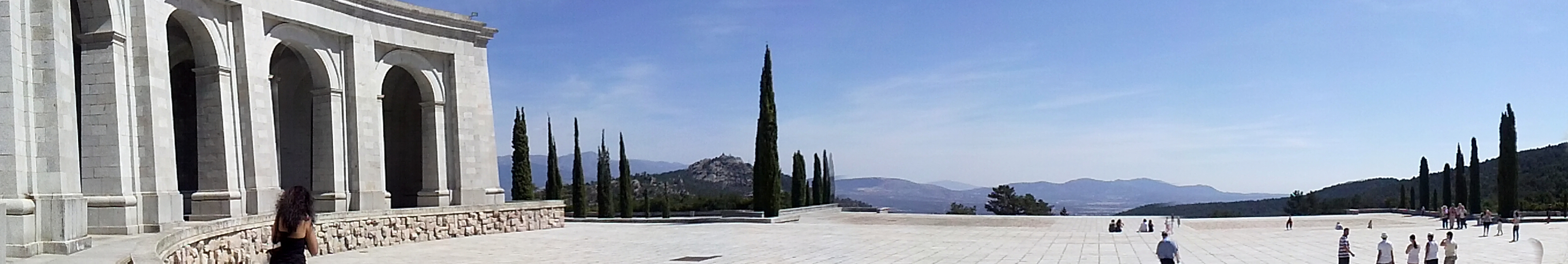
Vista parziale della spianata dall'entrata del tempio

Nella spianata si trova l'ingresso alla cripta (o basilica) di 262 metri di lunghezza. Si scavarono 200.000 metri cubici di roccia per la sua costruzione. La porta d'ingresso, costruita in bronzo, è opera dello scultore Carlos Ferreira. Vi sono raffigurate le 14 stazioni della Via Crucis; sempre dello stesso artista sono i due arcangeli dell'atrio. Nella cancellata che dà accesso alla navata si vedono rappresentati quaranta santi: al centro campeggia la figura di san Giacomo il Maggiore, patrono di Spagna. La navata è divisa in quattro settori; vi si aprono sei cappelle laterali e i muri sono decorati con otto arazzi fiamminghi del XV secolo, aventi come tema iconografico l'Apocalisse di san Giovanni.

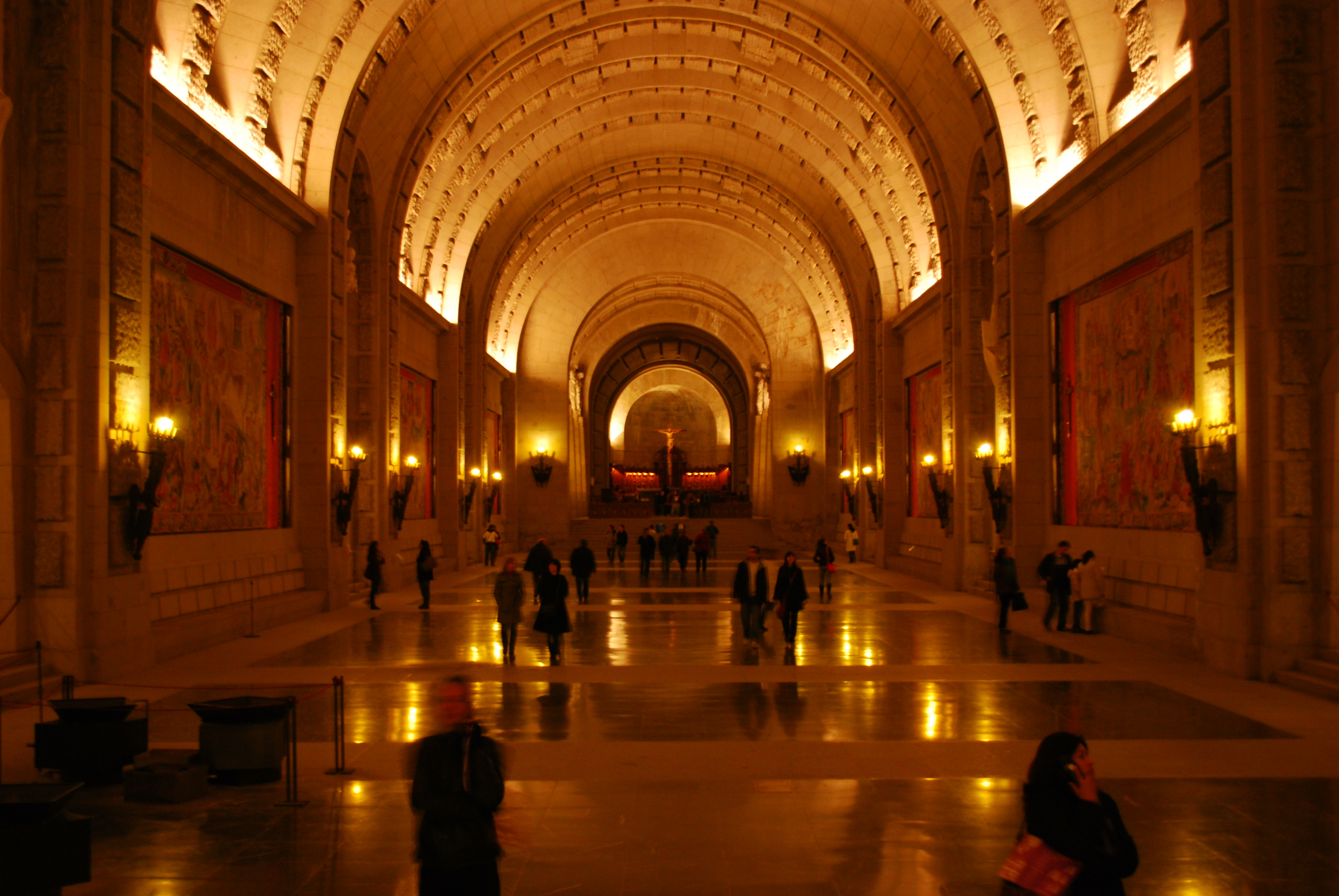
La serie di arazzi dell'Apocalisse di San Giovanni sono inseriti nelle pareti in spazi rettangolari destinati a tale scopo

L'altare maggiore è un unico blocco di granito levigato. Mostra due rilievi di ferro dorato forgiati da José Espinós Alonso su disegno di Diego Méndez, che rappresentano la Sepoltura di Gesù e l'Ultima Cena. Sopra l'altare si trova un crocifisso scolpito in legno di ginepro dallo scultore Julio Beobide, e dipinto da Ignacio Zuloaga, dietro il quale si trovava, fino al 24 ottobre 2019, la tomba di Francisco Franco mentre frontalmente era situata quella di José Antonio Primo de Rivera, la cui salma è stata trasferita in altro cimitero nel 2023. Agli angoli dell'altare vi sono quattro arcangeli di bronzo. Sopra l'altare maggiore si eleva la cupola di 42 metri di altezza e 40 di diametro, decorata con un mosaico policromo opera di Santiago Padrós.

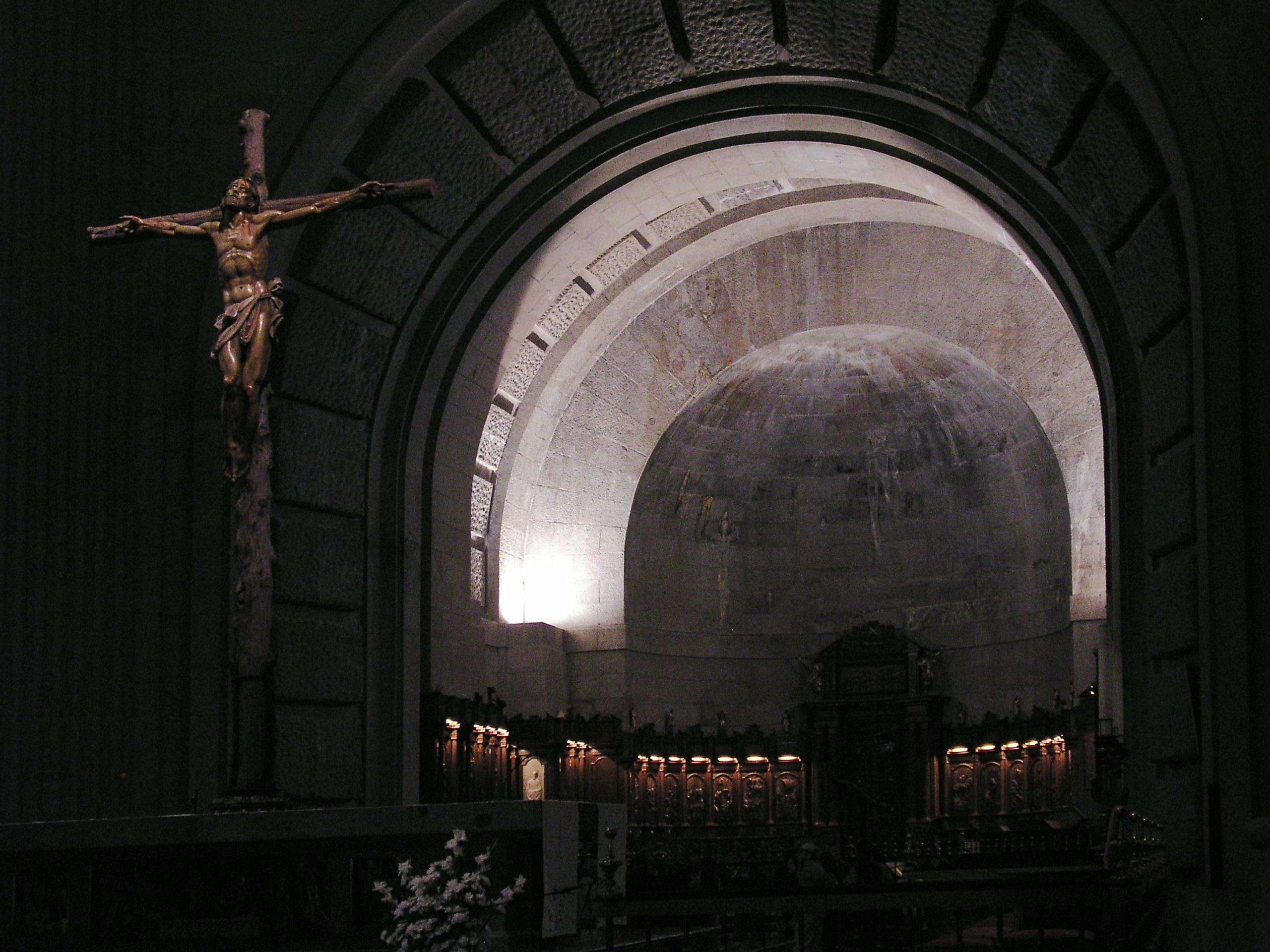
Il coro in penombra

Nell'abside si trova il coro, con seggi di legno intagliato. Nei bracci laterali del transetto vi sono due cappelle con i resti di circa 40.000 caduti sui fronti della guerra civile spagnola, in numero pressoché pari per i due schieramenti.
Il 24 ottobre 2019, le spoglie di Francisco Franco sono state riesumate e traslate al cimitero di Fuencarral-Mingorrubio, all'interno del quale è sepolta anche María del Carmen Polo y Martínez-Valdés, I signora di Meirás, già moglie del dittatore spagnolo.
Il 24 aprile 2023, le spoglie di José Antonio Primo de Rivera sono state riesumate per essere traslate al cimitero di San Isidro, a Madrid.

## Abbazia della Santa Croce del Valle de los Caídos
L'abbazia è composta di due edifici principali. Uno, il più vicino alla Croce, è l'abbazia benedettina propriamente detta; il più discosto è una foresteria turistica gestita dai monaci. L'uso è orientato a scopi religiosi e culturali. Nella foresteria vigono le regole dell'abbazia. Il complesso misura 300 metri di lunghezza per 150 di larghezza ed è affiancato dalle pendici boscose della montagna.
Presso l'abbazia si trova il cimitero dei monaci benedettini. La basilica e l'abbazia sono in comunicazione attraverso un accesso privato che vanta una grande porta monumentale di bronzo.
L'abbazia fu affidata ai benedettini con una decisione personale di Francisco Franco che risale a solo due anni prima dell'inaugurazione del monumento. Il primo abate fu fra Justo Pérez de Urbel.

## Basilica
Nell'anno 1960 papa Giovanni XXIII assegnò il titolo di basilica minore alla chiesa di Santa Cruz.

## Localizzazione

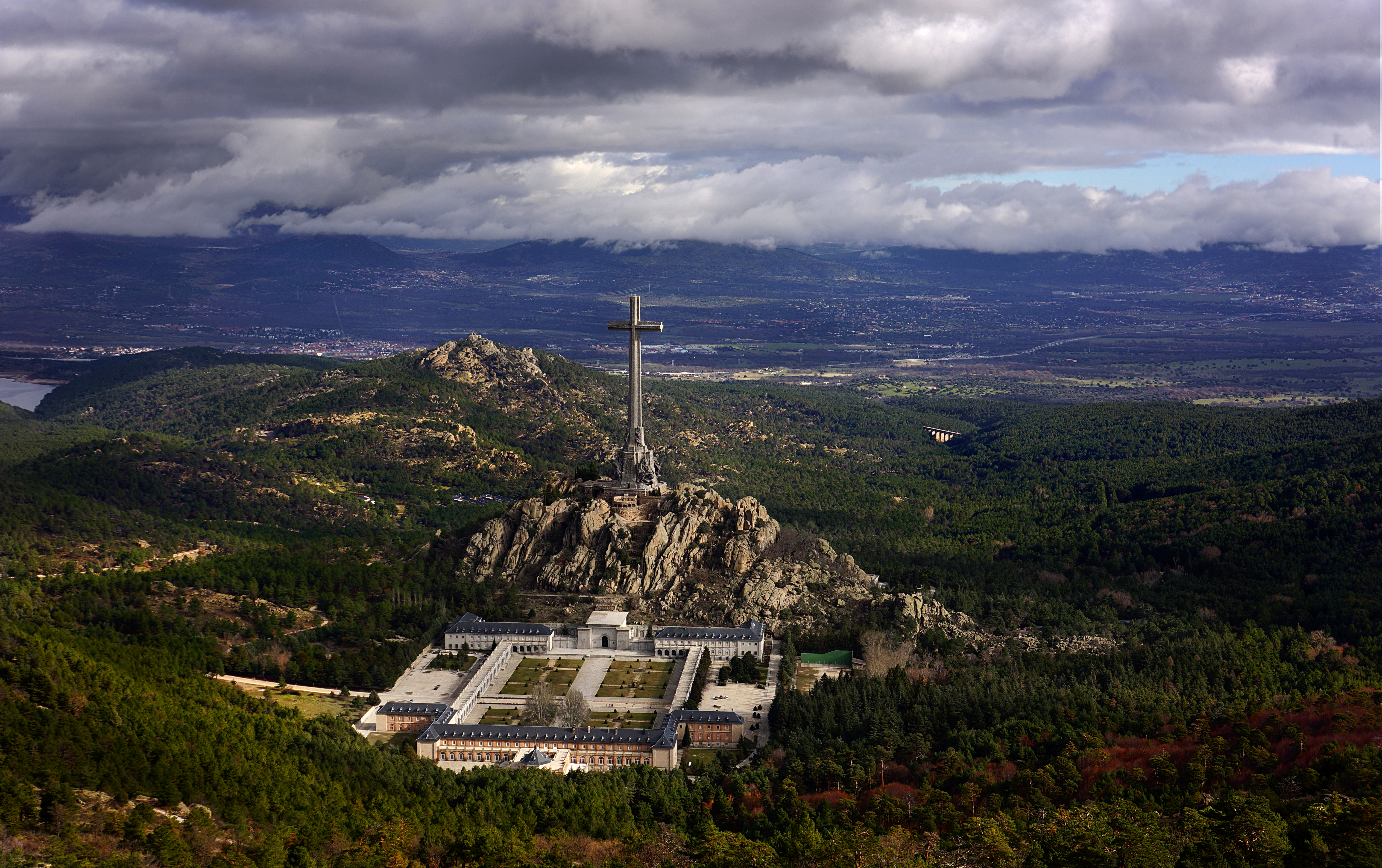
Panoramica del monumento e dei suoi dintorni

Le sue coordinate geografiche sono: 40°38'29N 04°09'26O. Il monumento si trova nella valle di Cuelgamuros, nell'estremo sud della Sierra de Guadarrama, ed è quasi equidistante da Madrid (58 km), Avila (55 km) e Segovia (50 km). La sua altitudine varia dai 985 m all'entrata fino a 1758 m sul Monte Abantos.

## Geografia
Come il resto di Guadarrama, è composto da grandi formazioni granitiche, e la sua vegetazione è caratterizzata da querce, pini, roveri, boschi di conifere, alcuni olmi e, tra gli arbusti, rosmarino, cisto e timo. È fiancheggiato da varie colline ed è solcato da alcuni ruscelli: uno di questi, il Boquerón Chico, rifornisce di acqua il monastero.

## Storia

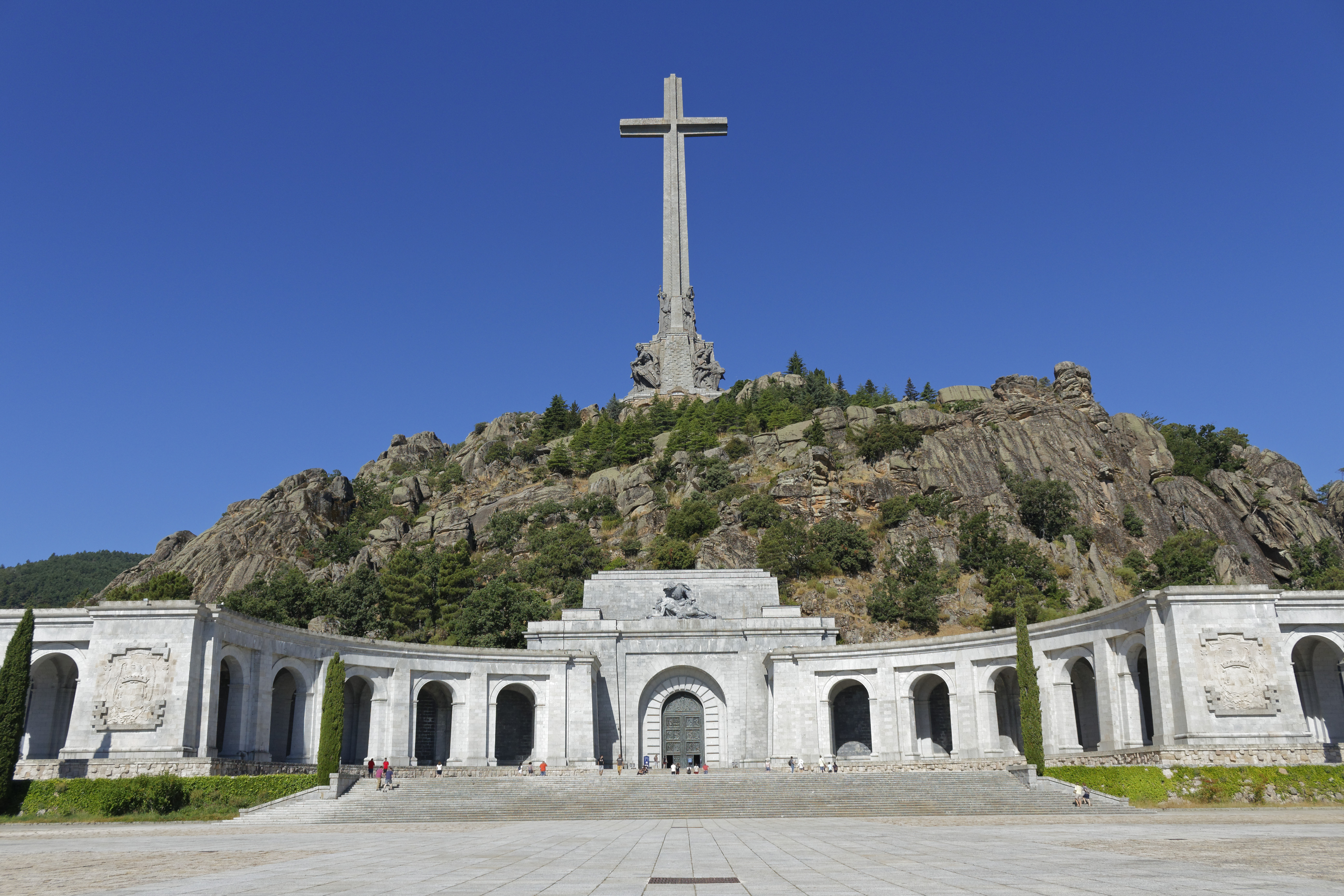
Fronte e scalinata d'accesso

Il monumento, cominciato nel 1940 e inaugurato nel 1959, fu eretto su progetto di Pedro Muguruza e Diego Méndez, fu decorato con sculture monumentali opera di Juan de Ávalos e con una cupola decorata con un mosaico dell'artista Santiago Padrós.
Nel monastero trovano spazio in 19 archivi le cartelle con i dati di circa la metà dei sepolti. Dell'altra metà è ignota l'identità: i corpi provengono per lo più da fosse comuni (Brunete, Grado, Gandesa, Tarragona, Badajoz e Teruel), recuperati dopo la guerra civile e fino al 1983.
Nel 1975, alla sua morte, vi fu seppellito anche Francisco Franco. Da alcuni anni, ogni 20 novembre, anniversario della morte di José Antonio Primo de Rivera e di Francisco Franco, il Valle de los Caídos diviene luogo di riunione per i nostalgici del franchismo.
Nel 2019 vi fu l'esumazione di Francisco Franco e la salma fu trasferita al cimitero di Mingorrubio-El Pardo di Madrid.

## Controversie

### Circa la costruzione
- Esistono molti riferimenti, incluse le testimonianze di persone ancora vive, che avallano la veridicità dell'impiego nella costruzione di migliaia di prigionieri repubblicani, che, in questo modo, ridussero parte della condanna che era stata loro imposta. Allo stesso modo, si segnala che molti dei prigionieri non arrivarono mai a godere della libertà promessa per colpa del tipo di lavoro, che esigeva di maneggiare grandi blocchi di pietra, e per la mancanza di misure di sicurezza dell'epoca che causava incidenti con cadenza giornaliera, e in molti casi mortali.

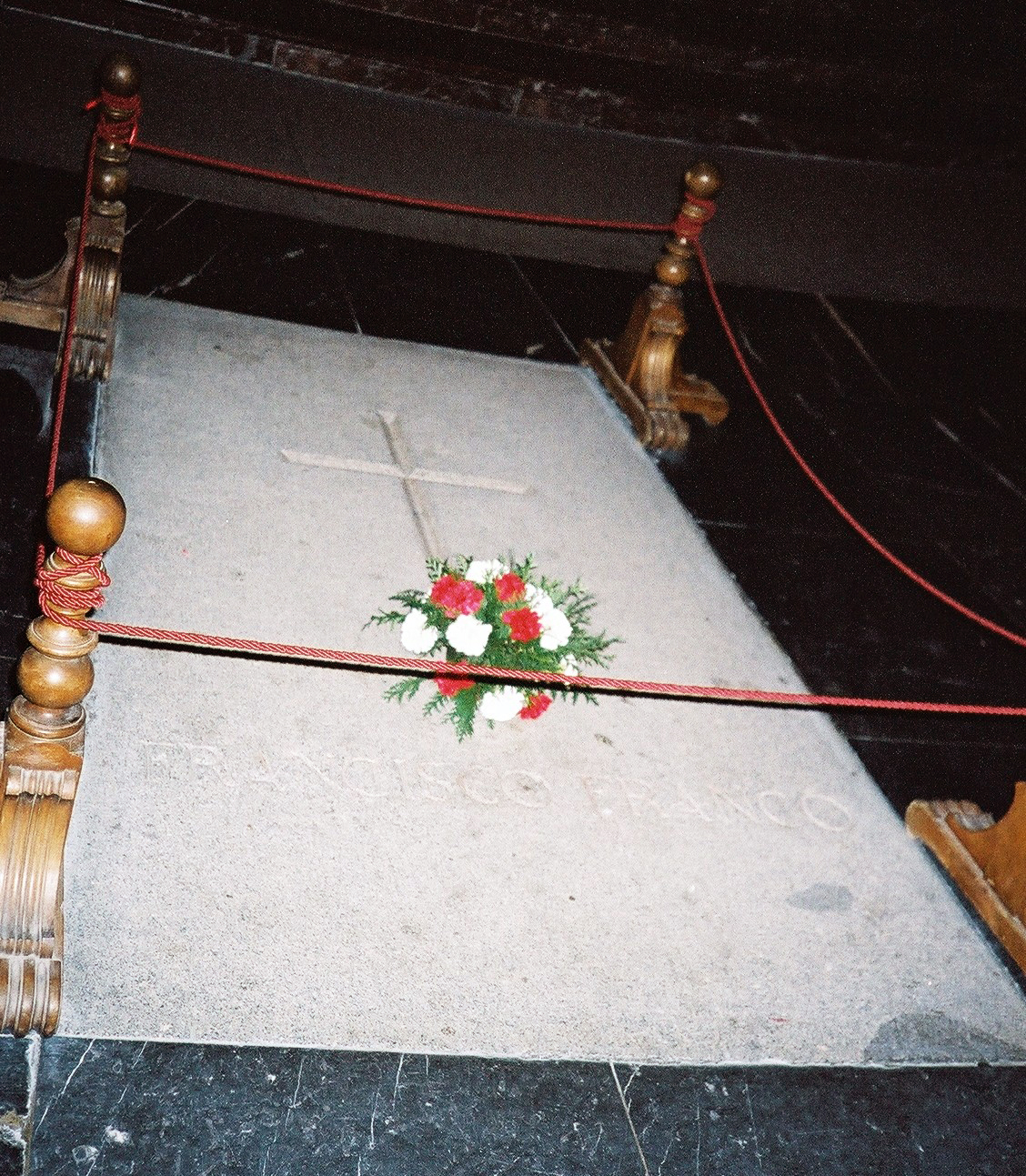
La tomba di Franco (1975–2019).

- Lo storico britannico Paul Preston in Franco, caudillo de España[6] dà per certo che il Valle de los Caídos fu scavato da prigionieri politici, sebbene, data la mancanza di galleristi in quell'epoca, fu anche necessaria la direzione di ingegneri e operai specializzati esterni. Ciò nonostante, si impiegavano in questi lavori prigionieri provenienti dalle miniere, per far esplodere la roccia, un lavoro non realizzabile da altri prigionieri quali contadini, militari ed operai industriali, che erano dedicati al semplice lavoro di scavo.
- Una descrizione delle condizioni nelle quali si svolgeva il lavoro dei prigionieri in questa ed altre opere della stessa epoca, e come esso veniva retribuito, si può trovare nel libro di Isaías Lafuente Esclavos por la patria.[7]
- Uno studio di Alberto Bárcena Pérez sosterrebbe invece la presunta volontarietà dei detenuti nel prestare tale opera.[8]

### Circa il suo futuro
Fin dal primo governo presieduto da José Luis Rodríguez Zapatero si volle considerare il futuro destino del Valle de los Caidos. Nel 2006, in quanto considerato non come un monumento di riconciliazione nazionale ma come un monumento di esaltazione della dittatura contro la democrazia, si iniziò a paventare l'idea di radere al suolo l'edificio; il Consiglio d'Europa approvò una proposta del laburista maltese Leo Brincat, che invitava ad istituire una mostra permanente che spiegasse come fosse stata costruita la struttura.
Il 16 ottobre 2007 si arrivò ad un compromesso legislativo che prevedeva che si spogliasse il Valle de los Caidos di tutto ciò che esaltasse una parte politica, ovvero che non si lasciasse alcunché che potesse esaltare la guerra civile o il franchismo.

## Documentari e film
Il film-documentario sulla transizione spagnola Después de... (No se os puede dejar solos, prima parte, e Atado y bien atado, seconda parte), è girata per una buona parte nel monumento durante la sepoltura di Franco (1975) e durante la celebrazione del 20 novembre del 1980, alla quale assistette Carmen Polo, la sua vedova.
Nel 2012 esce il film documentario All'ombra della croce diretto da Alessandro Pugno, interamente girato nel Valle de los Caidos. Il film racconta la vita quotidiana dei monaci e dei bambini del coro che convivono nel monumento. È la prima volta che una camera ha accesso al monastero - collegio interno del Valle de los Caidos.
Nel film del 2010 Ballata dell'odio e dell'amore di Álex de la Iglesia, si vede la costruzione del monumento, e il tragico finale del film si svolge sulla croce alta 150 metri sopra l'abbazia.
Nel 2017 Dan Brown ambienta una parte del suo libro Origin, con protagonista il professore di Harvard Robert Langdon, proprio nel Valle de los Caidos.